# Capitoli di Rent a Girlfriend

Copertina del primo volume dell'edizione italiana, raffigurante Chizuru Mizuhara

Questa è la lista dei capitoli di Rent a Girlfriend, manga scritto e disegnato da Reiji Miyajima e serializzato su Weekly Shōnen Magazine di Kōdansha a partire dal 12 luglio 2017. Sono inoltre presenti i capitoli di Kanojo, hitomishirimasu (彼女、人見知ります?), spin-off del manga a cura del medesimo autore serializzato su Magazine Pocket dal 21 giugno 2020.

## Rent a Girlfriend

### Volumi 1-10
| 1  | 17 ottobre 2017 | ISBN 978-4-06-510221-3 | 24 febbraio 2021 | ISBN 978-88-349-0435-0 |
| 1  | Capitoli - 1. La "fidanzata" Chizuru Mizuhara (「彼女」，水原千鶴?, Kanojo, Mizuhara Chizuru) - 2. La mia fidanzata (俺の彼女?, Ore no kanojo) - 3. La ragazza della porta accanto (隣の彼女?, Tonari no kanojo) - 4. L'ex ragazza Mami Nanami (「元カノ」, 七海麻美?, Moto kano', Nanami Mami) - 5. La ex e l'attuale fidanzata (元カノと彼女?, Moto kano to kanojo) |                        |                  |                        |
| 2  | 15 dicembre 2017 | ISBN 978-4-06-510580-1 | 14 aprile 2021   | ISBN 978-88-349-0598-2 |
| 2  | Capitoli - 6. La delusione amorosa e la ragazza (失恋と彼女?, Shitsuren to kanojo) - 7. Il mare e la ragazza 1 (海と彼女 1?, Umi to kanojo 1) - 8. Il mare e la ragazza 2 (海と彼女 2?, Umi to kanojo 2) - 9. Il mare e la ragazza 3 (海と彼女 3?, Umi to kanojo 3) - 10. Il mare e la ragazza 4 (海と彼女 4?, Umi to kanojo 4) - 11. Pocky Game e la ragazza (ポッキーげームと彼女?, Pokkī-ge ̄mu to kanojo) - 12. La ragazza e un litigio tra bambini (彼女とガキのケンカ?, Kanojo to gaki no kenka) - 13. L'amico e la ragazza (友達と彼女?, Tomodachi to kanojo) - 14. Il mare e la ragazza 5 (海と彼女 5?, Umi to kanojo 5) |                        |                  |                        |
| 3  | 16 febbraio 2018 | ISBN 978-4-06-510970-0 | 9 giugno 2021    | ISBN 978-88-349-0615-6 |
| 3  | Capitoli - 15. Il mare e la ragazza 6 (海と彼 6?, Umi to kanojo 6) - 16. Il desiderio e la ragazza (衝動と彼女?, Shōdō to kanojo) - 17. Le terme e la ragazza 1 (温泉と彼女 1?, Onsen to kanojo 1) - 18. Le terme e la ragazza 2 (温泉と彼女 2?, Onsen to kanojo 2) - 19. Le terme e la ragazza 3 (温泉と彼女 3?, Onsen to kanojo 3) - 20. La ragazza e la ragazza 1 (彼女と彼女 1?, Kanojo to kanojo 1) - 21. La ragazza e la ragazza 2 (彼女と彼女 2?, Kanojo to kanojo 2) - 22. La ragazza e la ragazza 3 (彼女と彼女 3?, Kanojo to kanojo 3) - 23. La ragazza e la ragazza 4 (彼女と彼女 4?, Kanojo to kanojo 4) |                        |                  |                        |
| 4  | 17 aprile 2018 | ISBN 978-4-06-511207-6 | 4 agosto 2021    | ISBN 978-88-349-0616-3 |
| 4  | Capitoli - 24. La ragazza e la ragazza 5 (彼女と彼女 5?, Kanojo to kanojo 5) - 25. La ragazza e la ragazza 6 (彼女と彼女 6?, Kanojo to kanojo 6) - 26. La ragazza e la ragazza 7 (彼女と彼女 7?, Kanojo to kanojo 7) - 27. La ragazza e la ragazza 8 (彼女と彼女 8?, Kanojo to kanojo 8) - 28. La ragazza Ruka Sarashina (「彼女」, 更科るか?, Kanojo', Sarashina Ruka) - 29. Il Natale e la ragazza 1 (クリスマスと彼女 1?, Kurisumasu to kanojo 1) - 30. Il Natale e la ragazza 2 (クリスマスと彼女 2?, Kurisumasu to kanojo 2) - 31. Il Natale e la ragazza 3 (クリスマスと彼女 3?, Kurisumasu to kanojo 3) - 32. Le due ragazze 1 (２人の彼女 1?, 2-ri no kanojo 1) |                        |                  |                        |
| 5  | 15 giugno 2018 | ISBN 978-4-06-511621-0 | 20 ottobre 2021  | ISBN 978-88-349-0780-1 |
| 5  | Capitoli - 33. Le due ragazze 2 (２人の彼女 2?, 2-ri no kanojo 2) - 34. Le due ragazze 3 (２人の彼女 3?, 2-ri no kanojo 3) - 35. Le due ragazze 4 (２人の彼女 4?, 2-ri no kanojo 4) - 36. Le due ragazze 5 (２人の彼女 5?, 2-ri no kanojo 5) - 37. Il codardo e la ragazza 1 (臆病者と彼女 1?, Okubyōmono to kanojo 1) - 38. Il codardo e la ragazza 2 (臆病者と彼女 2?, Okubyōmono to kanojo 2) - 39. Il codardo e la ragazza 3 (臆病者と彼女 3?, Okubyōmono to kanojo 3) - 40. La ragazza e le mutandine (彼女とパンツ?, Kanojo to pantsu) - 41. La ragazza e la promessa in balcone 1 (彼女とベランダの約束?, Kanojo to beranda no yakusoku) |                        |                  |                        |
| 6  | 14 settembre 2018 | ISBN 978-4-06-512239-6 | 1º dicembre 2021 | ISBN 978-88-349-0867-9 |
| 6  | Capitoli - 42. La ragazza non adatta 1 (不適合の彼女 1?, Futekigō no kanojo 1) - 43. La ragazza non adatta 2 (不適合の彼女 2?, Futekigō no kanojo 2) - 44. La ragazza e la promessa in balcone 2 (彼女とベランダの約束 2?, Kanojo to beranda no yakusoku 2) - 45. La ragazza e il momento di ritirarsi 1 (彼女と引き際 1?, Kanojo to hikigiwa 1) - 46. La ragazza e il momento di ritirarsi 2 (彼女と引き際 2?, Kanojo to hikigiwa 2) - 47. L'ex ragazza e la ragazza 2 (元カノと彼女 2?, Moto kano to kanojo 2) - 48. L'ex ragazza e la ragazza 3 (元カノと彼女 3?, Moto kano to kanojo 3) - 49. La dichiarazione e la ragazza (告白と彼女?, Kokuhaku to kanojo) - Extra. Rent a Girlfriend × Senryu shojo (番外編 彼女､お借りします×川柳少女?, Bangai-hen kanojo, okarishimasu × Senryū shōjo) |                        |                  |                        |
| 7  | 16 novembre 2018 | ISBN 978-4-06-512994-4 | 9 febbraio 2022  | ISBN 978-88-349-0922-5 |
| 7  | Capitoli - 50. Il sogno e la ragazza 1 (夢と彼女 1?, Yume to kanojo 1) - 51. Il sogno e la ragazza 2 (夢と彼女 2?, Yume to kanojo 2) - 52. Il sogno e la ragazza 3 (夢と彼女 3?, Yume to kanojo 3) - 53. Il sogno e la ragazza 4 (夢と彼女 4?, Yume to kanojo 4) - 54. Extra: Una giornata con Sumi Sakurasawa (番外編 桜沢墨かんさつにっき?, Bangai-hen Sakurazawa Boku kan satsu ni kki) - 55. La ragazza e il padre (彼女と父親?, Kanojo to chichioya) - 56. "La ragazza" Chizuru Ichinose 1 (「彼女」，一ノ瀬ちづる 1?, Kanojo, Ichinose Chizuru 1) - 57. "La ragazza" Chizuru Ichinose 2 (「彼女」，一ノ瀬ちづる 2?, Kanojo, Ichinose Chizuru 2) - 58. "La ragazza" Chizuru Ichinose 3 (「彼女」，一ノ瀬ちづる 3?, Kanojo, Ichinose Chizuru 3) |                        |                  |                        |
| 8  | 17 gennaio 2019 | ISBN 978-4-06-513937-0 | 6 aprile 2022    | ISBN 978-88-349-0983-6 |
| 8  | Capitoli - 59. "La ragazza" Chizuru Ichinose 4 (「彼女」，一ノ瀬ちづる 4?, Kanojo, Ichinose Chizuru 4) - 60. "La ragazza" Chizuru Ichinose 5 (「彼女」，一ノ瀬ちづる 5?, Kanojo, Ichinose Chizuru 5) - 61. "La ragazza" Chizuru Ichinose 6 (「彼女」，一ノ瀬ちづる 6?, Kanojo, Ichinose Chizuru 6) - 62. La notte e la ragazza 1 (夜と彼女 1?, Yoru to kanojo 1) - 63. La notte e la ragazza 2 (夜と彼女 2?, Yoru to kanojo 2) - 64. La notte e la ragazza 3 (夜と彼女 3?, Yoru to kanojo 3) - 65. La notte e la ragazza 4 (夜と彼女 4?, Yoru to kanojo 4) - 66. Il compleanno e la ragazza 1 (誕生日と彼女 1?, Tanjōbi to kanojo 1) - 67. Il compleanno e la ragazza 2 (誕生日と彼女 2?, Tanjōbi to kanojo 2) |                        |                  |                        |
| 9  | 15 marzo 2019 | ISBN 978-4-06-514446-6 | 1º giugno 2022   | ISBN 978-88-349-1050-4 |
| 9  | Capitoli - 68. Il compleanno e la ragazza 3 (誕生日と彼女 3?, Tanjōbi to kanojo 3) - 69. Il compleanno e la ragazza 4 (誕生日と彼女 4?, Tanjōbi to kanojo 4) - 70. L'alcol e la ragazza 1 (酒と彼女 1?, Sake to kanojo 1) - 71. L'alcol e la ragazza 2 (酒と彼女 2?, Sake to kanojo 2) - 72. L'alcol e la ragazza 3 (酒と彼女 3?, Sake to kanojo 3) - 73. L'alcol e la ragazza 4 (酒と彼女 4?, Sake to kanojo 4) - 74. La sbornia e la ragazza (二日酔いと彼女?, Futsukayoi to kanojo) - 75. L'ex ragazza e la ragazza provvisoria 1 (元カノと仮カノ 1?, Moto kano to kari kano 1) - 76. L'ex ragazza e la ragazza provvisoria 2 (元カノと仮カノ 2?, Moto kano to kari kano 2) |                        |                  |                        |
| 10 | 17 maggio 2019 | ISBN 978-4-06-515139-6 | 3 agosto 2022    | ISBN 978-88-349-1108-2 |
| 10 | Capitoli - 77. L'ex e la ragazza provvisoria 4 (元カノと彼女 4?, Moto kano to kanojo 4) - 78. La ragazza e l'appuntamento da sogno 1 (彼女と夢のデート 1?, Kanojo to yume no dēto 1) - 79. La ragazza e l'appuntamento da sogno 2 (彼女と夢のデート 2?, Kanojo to yume no dēto 2) - 80. La ragazza e l'appuntamento da sogno 3 (彼女と夢のデート 3?, Kanojo to yume no dēto 3) - 81. La ragazza e l'appuntamento da sogno 4 (彼女と夢のデート 4?, Kanojo to yume no dēto 4) - 82. La ragazza e l'appuntamento da sogno 5 (彼女と夢のデート 5?, Kanojo to yume no dēto 5) - 83. La ragazza, la casa dei suoi genitori e il bacio 1 (彼女と実家とキス 1?, Kanojo to jikka to kisu 1) - 84. La ragazza, la casa dei suoi genitori e il bacio 2 (彼女と実家とキス 2?, Kanojo to jikka to kisu 2) - 85. La ragazza, la casa dei suoi genitori e il bacio 3 (彼女と実家とキス 3?, Kanojo to jikka to kisu 3) |                        |                  |                        |

### Volumi 11-20
| 11 | 16 agosto 2019 | ISBN 978-4-06-515727-5 | 5 ottobre 2022   | ISBN 978-88-349-1176-1 |
| 11 | Capitoli - 86. La ragazza, la casa dei suoi genitori e il bacio 4 (彼女と実家とキス 4?, Kanojo to jikka to kisu 4) - 87. La ragazza, la casa dei suoi genitori e il bacio 5 (彼女と実家とキス 5?, Kanojo to jikka to kisu 53) - 88. La ragazza, la casa dei suoi genitori e il bacio 6 (彼女と実家とキス 6?, Kanojo to jikka to kisu 6) - 89. La ragazza, la casa dei suoi genitori e il bacio 7 (彼女と実家とキス 7?, Kanojo to jikka to kisu 7) - 90. La ragazza e la scadenza 1 (彼女と期限 1?, Kanojo to kigen 1) - 91. La ragazza e la scadenza 2 (彼女と期限 2?, Kanojo to kigen 2) - 92. La ragazza e quello che posso fare per lei 1 (彼女と僕にできること 1?, Kanojo to bokunidekirukoto 1) - 93. La ragazza e quello che posso fare per lei 2 (彼女と僕にできること 2?, Kanojo to bokunidekirukoto 2) - 94. La ragazza e quello che posso fare per lei 3 (彼女と僕にできること 3?, Kanojo to bokunidekirukoto 3) |                        |                  |                        |
| 12 | 17 ottobre 2019 | ISBN 978-4-06-517162-2 | 7 dicembre 2022  | ISBN 978-88-349-1838-8 |
| 12 | Capitoli (traduzioni letterali dei titoli) - 95. La ragazza e quello che posso fare per lei 4 (彼女と僕にできること 4?, Kanojo to bokunidekirukoto 4) - 96. La ragazza e quello che posso fare per lei 5 (彼女と僕にできること 5?, Kanojo to bokunidekirukoto 5) - 97. La ragazza e quello che posso fare per lei 6 (彼女と僕にできること 6?, Kanojo to bokunidekirukoto 6) - 98. La ragazza e quello che posso fare per lei 7 (彼女と僕にできること 7?, Kanojo to bokunidekirukoto 7) - 99. La ragazza e quello che lei può fare (彼女と彼女にできること?, Kanojo to kanojo ni dekiru koto) - 100. La "fidanzata" Chizuru Mizuhara 2 (彼女」, 水原千鶴 2?, Kanojo, Mizuhara Chizuru 2) - 101. La "fidanzata" Chizuru Mizuhara 3 (彼女」, 水原千鶴 3?, Kanojo, Mizuhara Chizuru 3) - 102. Il sogno e la ragazza 5 (夢と彼女?, Yume to kanojo) - 103. Il sogno, la ragazza e io (夢と彼女と俺?, Yume to kanojo to ore)      |                        |                  |                        |
| 13 | 17 dicembre 2019 | ISBN 978-4-06-517546-0 | 15 febbraio 2023 | ISBN 978-88-349-1839-5 |
| 13 | Capitoli - 104. Il conto da dividere e la ragazza (割り勘と彼女?, Warikan to kanojo) - 105. La ragazza della porta accanto 2 (隣の彼女 2?, Tonari no kanojo 2) - 106. La ragazza della porta accanto 3 (隣の彼女 3?, Tonari no kanojo 3) - 107. La 203 e la ragazza (２０３と彼女 1?, 203 to kanojo 1) - 108. La 203 e la ragazza 2 (２０３と彼女 2?, 203 to kanojo 2) - 109. L'omurice e la ragazza (オムライスと彼女?, Omuraisu to kanojo) - 110. La 203, la ragazza e la ragazza (２０３と彼女と彼女 1?, 203 to kanojo to kanojo 1) - 111. La 203, la ragazza e la ragazza 2 (２０３と彼女と彼女 2?, 203 to kanojo to kanojo 2) - 112. Il ragazzo e la ragazza (彼と彼女?, Kare to kanojo) |                        |                  |                        |
| 14 | 17 marzo 2020 | ISBN 978-4-06-518556-8 | 19 aprile 2023   | ISBN 978-88-349-1953-8 |
| 14 | Capitoli - 113. La ragazza della porta accanto 4 (隣の彼女 4?, Tonari no kanojo 4) - 114. La ragazza della porta accanto 5 (隣の彼女 5?, Tonari no kanojo 5) - 115. La ragazza della porta accanto 6 (隣の彼女 6?, Tonari no kanojo 6) - 116. La sceneggiatura e la ragazza (脚本と彼女?, Kyakuhon to kanojo) - 117. Il regista e la ragazza (監督と彼女?, Kantoku to kanojo) - 118. La ragazza, la ragazza e la ragazza 1 (彼女と彼女と彼女 1?, Kanojo to kanojo to kanojo 1) - 119. La ragazza, la ragazza e la ragazza 2 (彼女と彼女と彼女 2?, Kanojo to kanojo to kanojo 2) - 120. Le ragazze e la distribuzione dei volantini (彼女たちとビラ配り?, Kanojotachi to birakubari) - 121. La ragazza e la 204 1 (彼女と204 1?, Kanojo to 204 1) |                        |                  |                        |
| 15 | 17 giugno 2020 | ISBN 978-4-06-519178-1 | 7 giugno 2023    | ISBN 978-88-349-2090-9 |
| 15 | Capitoli - 122. La ragazza e la 204 2 (彼女と204 2?, Kanojo to 204 2) - 123. L'ultimo giorno e la ragazza 1 (最終日と彼女 1?, Saishū-bi to kanojo 1) - 124. L'ultimo giorno e la ragazza 2 (最終日と彼女 2?, Saishū-bi to kanojo 2) - 125. L'ultimo giorno e la ragazza 3 (最終日と彼女 3?, Saishū-bi to kanojo 3) - 126. L'ultimo giorno e la ragazza 4 (最終日と彼女 4?, Saishū-bi to kanojo 4) - 127. L'ultimo giorno e la ragazza 5 (最終日と彼女 5?, Saishū-bi to kanojo 5) - 128. Le presentazioni e la ragazza (挨拶と彼女?, Aisatsu to kanojo) - 129. Le riprese e la ragazza 1 (撮影と彼女 1?, Satsuei to kanojo 1) - 130. Le riprese e la ragazza 2 (撮影と彼女 2?, Satsuei to kanojo 2) |                        |                  |                        |
| 16 | 17 agosto 2020 | ISBN 978-4-06-520332-3 | 9 agosto 2023    | ISBN 978-88-349-2225-5 |
| 16 | Capitoli - 131. Le riprese e la ragazza 3 (撮影と彼女 3?, Satsuei to kanojo 3) - 132. L'ultima scena e la ragazza 1 (ラストシーンと彼女 1?, Rasutoshīn to kanojo 1) - 133. L'ultima scena e la ragazza 2 (ラストシーンと彼女 2?, Rasutoshīn to kanojo 2) - 134. L'ultima scena e la ragazza 3 (最ラストシーンと彼女 3?, Rasutoshīn to kanojo 3) - 135. L'ultima scena e la ragazza 4 (ラストシーンと彼女 4?, Rasutoshīn to kanojo 4) - 136. L'ultima scena e la ragazza 5 (ラストシーンと彼女 5?, Rasutoshīn to kanojo 5) - 137. L'ultima scena e la ragazza 6 (ラストシーンと彼女 6?, Rasutoshīn to kanojo 6) - 138. L'ultima scena e la ragazza 7 (ラストシーンと彼女 7?, Rasutoshīn to kanojo 7) - 139. Il desiderio e la ragazza 1 (願い事と彼女 1?, Negaigoto to kanojo 1) |                        |                  |                        |
| 17 | 17 settembre 2020 | ISBN 978-4-06-520600-3 | 11 ottobre 2023  | ISBN 978-88-349-1282-9 |
| 17 | Capitoli - 140. Il desiderio e la ragazza 2 (願い事と彼女 2?, Negaigoto to kanojo 2) - 141. Il desiderio e la ragazza 3 (願い事と彼女 3?, Negaigoto to kanojo 3) - 142. Il desiderio e la ragazza 4 (願い事と彼女 4?, Negaigoto to kanojo 4) - 143. La ragazza e il germoglio (彼女と芽?, Kanojo to me) - 144. Kazuya e la ragazza (和也と彼女?, Kazuya to kanojo) - 145. La famiglia e la ragazza 1 (家族と彼女 1?, Kazoku to kanojo 1) - 146. La famiglia e la ragazza 2 (家族と彼女 2?, Kazoku to kanojo 2) - 147. La bugia e la ragazza 1 (嘘と彼女 1?, Uso to kanojo 1) - 148. La bugia e la ragazza 2 (嘘と彼女 2?, Uso to kanojo 2) |                        |                  |                        |
| 18 | 17 novembre 2020 | ISBN 978-4-06-521253-0 | 20 dicembre 2023 | ISBN 978-88-349-1358-1 |
| 18 | Capitoli - 149. Il sogno, la ragazza e io 2 (夢と彼女と俺?, Yume to kanojo to ore) - 150. La bugia e la ragazza 3 (嘘と彼女 3?, Uso to kanojo 3) - 151. La bugia e la ragazza 4 (嘘と彼女 4?, Uso to kanojo 4) - 152. La bugia e la ragazza 5 (嘘と彼女 5?, Uso to kanojo 5) - 153. L'addio e la ragazza (お別れと彼女?, O wakare to kanojo) - 154. La determinazione e la ragazza (ガールフレンドそして解決する?, Omoikiri to kanojo) - 155. La ragazza e il viaggio improvviso 1 (彼女と突発旅行 1?, Kanojo to toppatsu ryokō 1) - 156. La ragazza e il viaggio improvviso 2 (彼女と突発旅行 2?, Kanojo to toppatsu ryokō 2) - 157. La ragazza e il ragazzo 1 (彼女と彼氏 1?, Kanojo to kareshi 1) |                        |                  |                        |
| 19 | 17 febbraio 2021 | ISBN 978-4-06-521641-5 | 21 febbraio 2024 | ISBN 978-88-349-2428-0 |
| 19 | Capitoli - 158. La ragazza e il ragazzo 2 (彼女と彼氏 2?, Kanojo to kareshi 2) - 159. La ragazza e il ragazzo 3 (彼女と彼氏 3?, Kanojo to kareshi 3) - 160. La ragazza e il ragazzo 4 (彼女と彼氏 4?, Kanojo to kareshi 4) - 161. La ragazza e il ragazzo 5 (彼女と彼氏 5?, Kanojo to kareshi 5) - 162. La ragazza e il ragazzo 6 (彼女と彼氏 6?, Kanojo to kareshi 6) - 163. La ragazza e il ragazzo 7 (彼女と彼氏 7?, Kanojo to kareshi 7) - 164. La ragazza e il ragazzo 8 (彼女と彼氏 8?, Kanojo to kareshi 8) - 165. La ragazza e le lacrime 1 (彼女と涙 1?, Kanojo to namida 1) - 166. La ragazza e le lacrime 2 (彼女と涙 2?, Kanojo to namida 2) |                        |                  |                        |
| 20 | 16 aprile 2021 | ISBN 978-4-06-522978-1 | 24 aprile 2024   | ISBN 978-88-349-2545-4 |
| 20 | Capitoli - 167. La proiezione e la ragazza (上映会と彼女?, Jōei-kai to kanojo) - 168. Il ragazzo e la solita vita (彼と日常?, Kare to nichijō) - 169. Le terme e la ragazza provvisoria (温泉と仮カノ?, Onsen to karikano) - 170. Il mal d'amore e la ragazza (恋苦と彼女?, Renku to kanojo) - 171. L'appuntamento (?) e la ragazza 1 (デート？と彼女?, Dēto? To kanojo) - 172. L'appuntamento (?) e la ragazza 2 (デート？と彼女 2?, Dēto? to Kanojo 2) - 173. La dichiarazione e la ragazza 1 (告白と彼女 1?, Kokuhaku to kanojo 1) - 174. La dichiarazione e la ragazza 2 (告白と彼女 2?, Kokuhaku to kanojo 2) - 175. I sospiri e la ragazza (溜め息と彼女?, Tameiki to kanojo) |                        |                  |                        |

### Volumi 21-30
| 21 | 17 giugno 2021 | ISBN 978-4-06-523582-9 | 12 giugno 2024   | ISBN 978-88-349-2690-1 |
| 21 | Capitoli - 176. La tana delle tigri e la ragazza 1 (虎穴と彼女 1?, Koketsu to kanojo 1) - 177. La tana delle tigri e la ragazza 2 (虎穴と彼女 2?, Koketsu to kanojo 2) - 178. La tana delle tigri e la ragazza 3 (虎穴と彼女 3?, Koketsu to kanojo 3) - 179. La tana delle tigri e la ragazza 4 (虎穴と彼女 4?, Koketsu to kanojo 4) - 180. La decisione e la ragazza 1 (決意と彼女 1?, Ketsui to kanojo) - 181. La decisione e la ragazza 2 (決意と彼女 2?, Ketsui to kanojo 2) - 182. L'amico e la ragazza 2 (友達と彼女 2?, Tomodachi to kanojo 2) - 183. L'ex ragazza e la ragazza 5 (元カノと彼女 5?, Moto kano to kanojo 5) - 184. Quel momento e la ragazza (その時と彼女?, Sono toki to kanojo) - Extra. Capitolo speciale per la giornata dei bambini - Asilo Rent a Girlfriend                                                     |                        |                  |                        |
| 22 | 17 agosto 2021 | ISBN 978-4-06-524487-6 | 28 agosto 2024   | ISBN 978-88-349-2740-3 |
| 22 | Capitoli - 185. La sorveglianza totale e la ragazza (全力警備と彼女?, Zenryoku keibi to kanojo) - 186. Il NO e la ragazza (NGと彼女?, NG to kanojo) - 187. La ragazza provvisoria e la ragazza (仮カノと彼女?, Kari kano to kanojo) - 188. Il paradiso e la ragazza 1 (楽園と彼女 1?, Rakuen to kanojo 1) - 189. Il paradiso e la ragazza 2 (楽園と彼女 2?, Rakuen to kanojo 2) - 190. Il paradiso e la ragazza 3 (楽園と彼女 3?, Rakuen to kanojo 3) - 191. Il paradiso e la ragazza 4 (楽園と彼女 4?, Rakuen to kanojo 4) - 192. Il paradiso e la ragazza 5 (楽園と彼女 5?, Rakuen to kanojo 5) - 193. Il paradiso e la ragazza 6 (楽園と彼女 6?, Rakuen to kanojo 6) - Bonus. La ragazza e l'altra dimensione (彼女、転生します?, Kanojo, tensei shimasu)                                                                                 |                        |                  |                        |
| 23 | 15 ottobre 2021 | ISBN 978-4-06-525140-9 | 23 ottobre 2024  | ISBN 978-88-349-2973-5 |
| 23 | Capitoli - 194. Il paradiso e la ragazza 7 (楽園と彼女 7?, Rakuen to kanojo 7) - 195. Il paradiso e la ragazza 8 (楽園と彼女 8?, Rakuen to kanojo 8) - 196. Il paradiso e la ragazza 9 (楽園と彼女 9?, Rakuen to kanojo 9) - 197. Il paradiso e la ragazza 10 (楽園と彼女 10?, Rakuen to kanojo 10) - 198. Il paradiso e la ragazza 11 (楽園と彼女 11?, Rakuen to kanojo 11) - 199. Il paradiso e la ragazza 12 (楽園と彼女 12?, Rakuen to kanojo 12) - 200. Il paradiso e la ragazza 13 (楽園と彼女 13?, Rakuen to kanojo 13) - 201. Il paradiso e la ragazza 14 (楽園と彼女 14?, Rakuen to kanojo 14) - 202. Il paradiso e la ragazza 15 (楽園と彼女 15?, Rakuen to kanojo 15) |                        |                  |                        |
| 24 | 17 dicembre 2021 | ISBN 978-4-06-526285-6 | 18 dicembre 2024 | ISBN 978-88-349-3099-1 |
| 24 | Capitoli - 203. Il paradiso e la ragazza 16 (楽園と彼女 16?, Rakuen to kanojo 16) - 204. Il paradiso e la ragazza 17 (楽園と彼女 17?, Rakuen to kanojo 17) - 205. Il paradiso e la ragazza 18 (楽園と彼女 18?, Rakuen to kanojo 18) - 206. Il paradiso e la ragazza 19 (楽園と彼女 19?, Rakuen to kanojo 19) - 207. Il paradiso e la ragazza 20 (楽園と彼女 20?, Rakuen to kanojo 20) - 208. Il paradiso e la ragazza 21 (楽園と彼女 21?, Rakuen to kanojo 21) - 209. Il paradiso e la ragazza 22 (楽園と彼女 22?, Rakuen to kanojo 22) - 210. Il paradiso e la ragazza 23 (楽園と彼女 23?, Rakuen to kanojo 23) - 211. Il paradiso e la ragazza 24 (楽園と彼女 24?, Rakuen to kanojo 24) |                        |                  |                        |
| 25 | 17 febbraio 2022 | ISBN 978-4-06-526894-0 | 12 febbraio 2025 | ISBN 978-88-349-3229-2 |
| 25 | Capitoli - 212. Il paradiso e la ragazza 25 (楽園と彼女 25?, Rakuen to kanojo 25) - 213. Il paradiso e la ragazza 26 (楽園と彼女 26?, Rakuen to kanojo 26) - 214. Il paradiso e la ragazza 27 (楽園と彼女 27?, Rakuen to kanojo 27) - 215. L'ex ragazza Mami Nanami 2 (「元カノ」、七海麻美 2?, 'Moto kano', Nanami Mami 2) - 216. Il paradiso e la ragazza 28 (楽園と彼女 28?, Rakuen to kanojo 28) - 217. Il paradiso e la ragazza 29 (楽園と彼女 29?, Rakuen to kanojo 29) - 218. Il paradiso e la ragazza 30 (楽園と彼女 30?, Rakuen to kanojo 30) - 219. Il paradiso e la ragazza 31 (楽園と彼女 31?, Rakuen to kanojo 31) - 220. Il paradiso e la ragazza 32 (楽園と彼女 32?, Rakuen to kanojo 32) |                        |                  |                        |
| 26 | 17 maggio 2022 | ISBN 978-4-06-527923-6 | 23 aprile 2025   | ISBN 978-88-349-3335-0 |
| 26 | Capitoli - 221. Il paradiso e la ragazza 33 (楽園と彼女 33?, Rakuen to kanojo 33) - 222. Il paradiso e la ragazza 34 (楽園と彼女 34?, Rakuen to kanojo 34) - 223. Il paradiso e la ragazza 35 (楽園と彼女 35?, Rakuen to kanojo 35) - 224. Il paradiso e la ragazza 36 (楽園と彼女 36?, Rakuen to kanojo 36) - 225. Il paradiso e la ragazza 37 (楽園と彼女 37?, Rakuen to kanojo 37) - 226. Il paradiso e la ragazza 38 (楽園と彼女 38?, Rakuen to kanojo 38) - 227. Il paradiso e la ragazza 39 (楽園と彼女 39?, Rakuen to kanojo 39) - 228. Il paradiso e la ragazza 40 (楽園と彼女 40?, Rakuen to kanojo 40) |                        |                  |                        |
| 27 | 15 luglio 2022 | ISBN 978-4-06-528497-1 | 23 luglio 2025   | ISBN 978-88-349-3534-7 |
| 27 | Capitoli - 229. Il paradiso e la ragazza 41 (楽園と彼女 41?, Rakuen to kanojo 41) - 230. Il paradiso e la ragazza 42 (楽園と彼女 42?, Rakuen to kanojo 42) - 231. Il paradiso e la ragazza - Finale (楽園と彼女（終）?, Rakuen to kanojo (tsui)) - 232. Il bacio e la ragazza 1 (キスと彼女 1?, Kisu to kanojo 1) - 233. Il bacio e la ragazza 2 (キスと彼女 2?, Kisu to kanojo 2) - 234. Il bacio e la ragazza 3 (キスと彼女 3?, Kisu to kanojo 3) - 235. Il bacio e la ragazza 4 (キスと彼女 4?, Kisu to kanojo 4) - 236. Il bacio e la ragazza 5 (キスと彼女 5?, Kisu to kanojo 5) - 237. Il bacio e la ragazza 6 (キスと彼女 6?, Kisu to kanojo 6) |                        |                  |                        |
| 28 | 16 settembre 2022 | ISBN 978-4-06-529128-3 | 27 agosto 2025   | ISBN 978-88-349-3590-3 |
| 28 | Capitoli (traduzioni letterali dei titoli) - 238. La fidanzata e il bacio - Settima parte (キスと彼女 7?, Kisu to kanojo 7) - 239. La fidanzata e il bacio - Ottava parte (キスと彼女 8?, Kisu to kanojo 8) - 240. La fidanzata e l'indagine - Prima parte (調査と彼女 1?, Chōsa to kanojo 1) - 241. La fidanzata e l'indagine - Seconda parte (調査と彼女 2?, Chōsa to kanojo 2) - 242. La fidanzata e l'indagine - Terza parte (調査と彼女 3?, Chōsa to kanojo 3) - 243. La fidanzata e il reggiseno (ブラと彼女?, Bura to kanojo) - 244. La fidanzata e LINE (LINE(文通)と彼女?, LINE (buntsū) to kanojo) - 245. La fidanzata e la casa dove sono cresciuto - Prima parte (育った家と彼女 1?, Sodatta ie to kanojo 1) - 246. La fidanzata e la casa dove sono cresciuto - Seconda parte (育った家と彼女 2?, Sodatta ie to kanojo 2)       |                        |                  |                        |
| 29 | 16 dicembre 2022 | ISBN 978-4-06-529936-4 | ottobre 2025     | ISBN 978-88-349-3700-6 |
| 29 | Capitoli (traduzioni letterali dei titoli) - 247. La fidanzata e la casa dove sono cresciuto - Terza parte (育った家と彼女 3?, Sodatta ie to kanojo 2) - 248. La fidanzata e la casa dove sono cresciuto - Quarta parte (育った家と彼女 4?, Sodatta ie to kanojo 4) - 249. La fidanzata e il movimento 1 (引っ越しと彼女 1?, Hikkoshi to kanojo 1) - 250. La fidanzata e il movimento 2 (引っ越しと彼女 2?, Hikkoshi to kanojo 2) - 251. La fidanzata e il movimento 3 (引っ越しと彼女 3?, Hikkoshi to kanojo 3) - 252. La fidanzata e il movimento 4 (引っ越しと彼女 4?, Hikkoshi to kanojo 4) - 253. La fidanzata e il movimento 5 (引っ越しと彼女 5?, Hikkoshi to kanojo 5) - 254. La fidanzata e il movimento 6 (引っ越しと彼女 6?, Hikkoshi to kanojo 6) - 255. La fidanzata e il movimento 7 (引っ越しと彼女 7?, Hikkoshi to kanojo 7) |                        |                  |                        |
| 30 | 17 febbraio 2023 | ISBN 978-4-06-530643-7 | —                | —                      |
| 30 | Capitoli (traduzioni letterali dei titoli) - 256. La fidanzata e lo stesso tetto 1 (彼女と一つ屋根の下 1?, Kanojo to hitotsu yane no shimo 1) - 257. La fidanzata e lo stesso tetto 2 (彼女と一つ屋根の下 2?, Kanojo to hitotsu yane no shimo 2) - 258. La fidanzata e il bagno (浴と彼女?, Yoku to kanojo) - 259. La fidanzata e il bagno 2 (浴と彼女 2?, Yoku to kanojo 2) - 260. La fidanzata e il lavandino (洗面台と彼女?, Senmendai to kanojo) - 261. La fidanzata e il gatto (猫と彼女?, Neko to kanojo) - 262. La fidanzata e il gatto 2 - Prima parte (誕生日と彼女 2 1?, Tanjōbi to kanojo 2 1) - 263. La fidanzata e il bagno (お手洗いと彼女?, Otearai to kanojo) - 264. La fidanzata e la benda (包帯と彼女?, Hōtai to kanojo)                                                                                                  |                        |                  |                        |

### Volumi 31-40
| 31 | 17 maggio 2023 | ISBN 978-4-06-531573-6 | — | — |
| 31 | Capitoli (traduzioni letterali dei titoli) - 265. La fidanzata e la benda 2 - Seconda parte (誕生日と彼女 2 2?, Tanjōbi to kanojo 2 2) - 266. La fidanzata e la benda 2 - Terza parte (誕生日と彼女 2 3?, Tanjōbi to kanojo 2 3) - 267. La fidanzata e la benda 2 - Quarta parte (誕生日と彼女 2 4?, Tanjōbi to kanojo 2 4) - 268. La fidanzata e la benda 2 - Quinta parte (誕生日と彼女 2 5?, Tanjōbi to kanojo 2 5) - 269. La fidanzata e la benda 2 - Sesta parte (?, 誕生日と彼女 2 6, Tanjōbi to kanojo 2 6) - 270. La fidanzata e la benda 2 - Settima parte (誕生日と彼女 2 7?, Tanjōbi to kanojo 2 7) - 271. La fidanzata e la benda 2 - Ottava parte (誕生日と彼女2 8?, Tanjōbi to kanojo 2 8) - 272. La fidanzata e il progresso (進捗と彼女?, Shinchoku to kanojo) - 273. La fidanzata e il vestito di compleanno (丸裸と彼女?, Maruhadaka to kanojo) |                        |   |   |
| 32 | 14 luglio 2023 | ISBN 978-4-06-532184-3 | — | — |
| 32 | Capitoli (traduzioni letterali dei titoli) - 274. La fidanzata e lo stesso tetto 3 (彼女と一つ屋根の下 3?, Kanojo to hitotsu yane no shimo 3) - 275. La fidanzata e lo stesso tetto 4 (彼女と一つ屋根の下 4?, Kanojo to hitotsu yane no shimo 4) - 276. La fidanzata e lo stesso tetto 5 (彼女と一つ屋根の下 5?, Kanojo to hitotsu yane no shimo 5) - 277. La fidanzata e la spesa 1 (彼女と買い物 1?, Kanojo to kaimono 1) - 278. La fidanzata e la spesa 2 (彼女と買い物 2?, Kanojo to kaimono 2) - 279. La fidanzata e la spesa 3 (彼女と買い物 3?, Kanojo to kaimono 3) - 280. La fidanzata e la spesa 4 (彼女と買い物 4?, Kanojo to kaimono 4) - 281. La fidanzata e il ragno (彼女と蜘蛛?, Kanojo to kumo) - 282. La fidanzata e il konbini (彼女と夜のコンビニ?, Kanojo to yoru no konbini)                                                                |                        |   |   |
| 33 | 14 settembre 2023 | ISBN 978-4-06-532893-4 | — | — |
| 33 | Capitoli (traduzioni letterali dei titoli) - 283. "Kazuya" ("和也"?) - 284. La fidanzata e la ricreazione (彼女とレクリエーション?, Kanojo to Rekuriēshon) - 285. La fidanzata e la ricreazione 2 (彼女とレクリエーション 2?, Kanojo to Rekuriēshon 2) - 286. La fidanzata e la ricreazione 3 (彼女とレクリエーション 3?, Kanojo to Rekuriēshon 3) - 287. La fidanzata e la sua amica 1 (彼女と彼女の友達 1?, Kanojo to kanojo no tomodachi 1) - 288. La fidanzata e la sua amica 2 (彼女と彼女の友達 2?, Kanojo to kanojo no tomodachi 2) - 289. La fidanzata e la sua amica 3 (彼女と彼女の友達 3?, Kanojo to kanojo no tomodachi 3) - 290. Uscire con la mia fidanzata 1 (お出掛けと彼女 1?, O degake to kanojo 1) - 291. Uscire con la mia fidanzata 2 (お出掛けと彼女 2?, O degake to kanojo 2)                                                              |                        |   |   |
| 34 | 16 novembre 2023 | ISBN 978-4-06-533553-6 | — | — |
| 34 | Capitoli (traduzioni letterali dei titoli) - 292. La mia fidanzata e i bambini 1 (こどもと彼女 1?, Kodomo to kanojo 1) - 293. La mia fidanzata e i bambini 2 (こどもと彼女 2?, Kodomo to kanojo 2) - 294. La mia fidanzata e i bambini 3 (こどもと彼女 3?, Kodomo to kanojo 3) - 295. La mia fidanzata e i bambini 4 (こどもと彼女 4?, Kodomo to kanojo 4) - 296. La mia fidanzata e i bambini 5 (こどもと彼女 5?, Kodomo to kanojo 5) - 297. La fidanzata e l'indagine - Quarta parte (調査と彼女 4?, Chōsa to kanojo 4) - 298. La fidanzata e il contatto (彼女とボディタッチ?, Kanojo to boditatchi) - 299. La fidanzata e la lavanderia (洗濯物と彼女?, Sentakubutsu to kanojo) - 300. La fidanzata e il gioco di carte (糸と彼女?, Ito to kanojo) |                        |   |   |
| 35 | 16 febbraio 2024 | ISBN 978-4-06-534568-9 | — | — |
| 35 | Capitoli (traduzioni letterali dei titoli) - 301. La fidanzata e il gioco di carte 2 (糸と彼女 2?, Ito to kanojo 2) - 302. La fidanzata e il gioco di carte 3 (糸と彼女 3?, Ito to kanojo 3) - 303. La fidanzata e gli amici - Terza parte (友達と彼女 3?, Tomodachi to kanojo 3) - 304. La fidanzata e "quella volta" 1 (アレと彼女 1?, Are to kanojo 1) - 305. La fidanzata e "quella volta" 2 (アレと彼女 2?, Are to kanojo 2) - 306. La fidanzata e "quella volta" 3 (アレと彼女 3?, Are to kanojo 3) - 307. La fidanzata e la data di noleggio 1 (レンカノと彼女 1?, Renkano to kanojo 1) - 308. La fidanzata e la data di noleggio 2 (レンカノと彼女 2?, Renkano to kanojo 2) - 309. La fidanzata e la data di noleggio 3 (レンカノと彼女 3?, Renkano to kanojo 3)                                                                                          |                        |   |   |
| 36 | 17 aprile 2024 | ISBN 978-4-06-535136-9 | — | — |
| 36 | Capitoli (traduzioni letterali dei titoli) - 310. La fidanzata e il cosplay 1 (コスプレと彼女 1?, Kosupure to kanojo 1) - 311. La fidanzata e il cosplay 2 (コスプレと彼女 2?, Kosupure to kanojo 2) - 312. La fidanzata e il cosplay 3 (コスプレと彼女 3?, Kosupure to kanojo 3) - 313. La fidanzata e il cosplay 4 (コスプレと彼女 4?, Kosupure to kanojo 4) - 314. Chiedo di uscire alla mia fidanzata (お誘いと彼女?, Osasoi to kanojo) - 315. Chiedo di uscire alla mia fidanzata 2 (お誘いと彼女 2?, Osasoi to kanojo 2) - 316. Chiedo di uscire alla mia fidanzata 3 (お誘いと彼女 3?, Osasoi to kanojo 3) - 317. La mia fidanzata e ii programma (スケジュールと彼女?, Sukejūru to kanojo) - 318. La mia fidanzata e la talpa (黒子（ほくろ）と彼女?, Kuroko (hokuro) to kanojo)                                                                          |                        |   |   |
| 37 | 17 luglio 2024 | ISBN 978-4-06-536161-0 | — | — |
| 37 | Capitoli (traduzioni letterali dei titoli) - 319. La mia fidanzata e i guai (悩みと彼女?, Nayami to kanojo) - 320. La mia fidanzata e la palla (球と彼女?, Kyū to kanojo) - 321. L'appuntamento e il fidanzato (デートと彼?, Dēto to kare) - 322. L'appuntamento e il fidanzato 2 (デートと彼 2?, Dēto to kare 2) - 323. L'appuntamento e il fidanzato 3 (デートと彼 3?, Dēto to kare 3) - 324. L'appuntamento e il fidanzato 4 (デートと彼 4?, Dēto to kare 4) - 325. L'appuntamento e il fidanzato 5 (デートと彼 5?, Dēto to kare 5) - 326. L'appuntamento e il fidanzato 6 (デートと彼 6?, Dēto to kare 6) - 327. L'appuntamento e il fidanzato 7 (デートと彼 7?, Dēto to kare 7) |                        |   |   |
| 38 | 17 ottobre 2024 | ISBN 978-4-06-537133-6 | — | — |
| 38 | Capitoli (traduzioni letterali dei titoli) - 328. L'appuntamento e il fidanzato 8 (デートと彼 8?, Dēto to kare 8) - 329. L'appuntamento e il fidanzato 9 (デートと彼 9?, Dēto to kare 9) - 330. L'appuntamento e il fidanzato 10 (デートと彼 10?, Dēto to kare 10) - 331. L'appuntamento e il fidanzato 11 (デートと彼 11?, Dēto to kare 11) - 332. L'appuntamento e il fidanzato 12 (デートと彼 12?, Dēto to kare 12) - 333. L'appuntamento e il fidanzato 13 (デートと彼 13?, Dēto to kare 13) - 334. L'appuntamento e il fidanzato 14 (デートと彼 14?, Dēto to kare 14) - 335. L'appuntamento e il fidanzato 15 (デートと彼 15?, Dēto to kare 15) - 336. L'appuntamento e il fidanzato 16 (デートと彼 16?, Dēto to kare 16) |                        |   |   |
| 39 | 17 gennaio 2025 | ISBN 978-4-06-538062-8 | — | — |
| 39 | Capitoli (traduzioni letterali dei titoli) - 337. L'appuntamento e il fidanzato 17 (デートと彼 17?, Dēto to kare 17) - 338. L'appuntamento e il fidanzato 18 (デートと彼 18?, Dēto to kare 18) - 339. L'appuntamento e il fidanzato 19 (デートと彼 19?, Dēto to kare 19) - 340. L'appuntamento e il fidanzato 20 (デートと彼 20?, Dēto to kare 20) - 341. L'appuntamento e il fidanzato 21 (デートと彼 21?, Dēto to kare 21) - 342. L'appuntamento e il fidanzato 22 (デートと彼 22?, Dēto to kare 22) - 343. L'appuntamento e il fidanzato 23 (デートと彼 23?, Dēto to kare 23) - 344. L'appuntamento e il fidanzato 24 (デートと彼 24?, Dēto to kare 24) - 345. I giorni rimanenti con la mia fidanzata (残りの日々と彼女?, Nokori no hibi to kanojo) |                        |   |   |
| 40 | 16 aprile 2025 | ISBN 978-4-06-539099-3 | — | — |
| 40 | Capitoli (traduzioni letterali dei titoli) - 346. La mia fidanzata e il suo nome (名前と彼女?, Namae to kanojo) - 347. La mia fidanzata e il segreto (秘密と彼女?, Himitsu to kanojo) - 348. La mia fidanzata e il segreto 2 (秘密と彼女 2?, Himitsu to kanojo 2) - 349. La mia fidanzata e il suo obiettivo (目標と彼女?, Mokuhyō to kanojo) - 350. La mia fidanzata e i due giorni prima (彼女と2日前?, Kanojo to futsuka mae) - 351. Il fidanzato e il giorno prima (前日と彼?, Zenjitsu to kare) - 352. La mia fidanzata e l'amore 1 (恋心と彼女 1?, Koigokoro to kanojo 1) - 353. La mia fidanzata e l'amore 2 (恋心と彼女 2?, Koigokoro to kanojo 2) - 354. La mia fidanzata e l'amore 3 (恋心と彼女 3?, Koigokoro to kanojo 3) |                        |   |   |

### Volumi 41-in corso
| 41 | 16 luglio 2025 | ISBN 978-4-06-540007-4 (ed. regolare) ISBN 978-4-06-540251-1 (ed. limitata) | — | — |
| 41 | Capitoli (traduzioni letterali dei titoli) - 355. La mia fidanzata e l'amore 4 (恋心と彼女 4?, Koigokoro to kanojo 4) - 356. La mia fidanzata e l'amore 5 (恋心と彼女 5?, Koigokoro to kanojo 5) - 357. La mia fidanzata e l'amore 6 (恋心と彼女 6?, Koigokoro to kanojo 6) - 358. La mia fidanzata e l'amore 7 (恋心と彼女 7?, Koigokoro to kanojo 7) - 359. La mia fidanzata e l'amore 8 (恋心と彼女 8?, Koigokoro to kanojo 8) - 360. La mia fidanzata e l'amore 9 (恋心と彼女 9?, Koigokoro to kanojo 9) - 361. La mia fidanzata e l'amore 10 (恋心と彼女 10?, Koigokoro to kanojo 10) - 362. La mia fidanzata e l'amore 11 (恋心と彼女 11?, Koigokoro to kanojo 11) - 363. La mia fidanzata e l'amore 12 (恋心と彼女 12?, Koigokoro to kanojo 12) |                                                                             |   |   |
| 42 | 17 settembre 2025 | ISBN 978-4-06-540741-7                                                      | — | — |

### Capitoli non ancora in formatotankōbon
Questa lista è suscettibile di variazioni e potrebbe essere incompleta o non aggiornata.

- 364. La mia fidanzata e l'amore 13 (恋心と彼女 13?, Koigokoro to kanojo 13)
- 365. La mia fidanzata e l'amore 14 (恋心と彼女 14?, Koigokoro to kanojo 14)
- 366. La mia fidanzata e l'amore 15 (恋心と彼女 15?, Koigokoro to kanojo 15)
- 367. La mia fidanzata e l'amore 16 (恋心と彼女 16?, Koigokoro to kanojo 16)
- 368. La mia fidanzata e l'amore 17 (恋心と彼女 17?, Koigokoro to kanojo 17)
- 369. La mia fidanzata e l'amore 18 (恋心と彼女 18?, Koigokoro to kanojo 18)
- 370. La mia fidanzata e l'amore 19 (恋心と彼女 19?, Koigokoro to kanojo 19)
- 371. La mia fidanzata e l'amore 20 (恋心と彼女 20?, Koigokoro to kanojo 20)
- 372. La mia fidanzata e l'amore 21 (恋心と彼女 21?, Koigokoro to kanojo 21)
- 373. La mia fidanzata e l'amore 22 (恋心と彼女 22?, Koigokoro to kanojo 22)
- 374. La mia fidanzata e l'amore 23 (恋心と彼女 23?, Koigokoro to kanojo 23)
- 375. La mia fidanzata e l'amore 24 (恋心と彼女 24?, Koigokoro to kanojo 24)
- 376. La mia fidanzata e l'amore 25 (恋心と彼女 25?, Koigokoro to kanojo 25)
- 377. La mia fidanzata e l'amore 26 (恋心と彼女 26?, Koigokoro to kanojo 26)
- 378. La mia fidanzata e l'amore 27 (恋心と彼女 27?, Koigokoro to kanojo 27)
- 379. La mia fidanzata e l'amore 28 (恋心と彼女 28?, Koigokoro to kanojo 28)
- 380. La mia fidanzata e l'amore 29 (恋心と彼女 29?, Koigokoro to kanojo 29)
- 381. La mia fidanzata e l'amore 30 (恋心と彼女 30?, Koigokoro to kanojo 30)
- 382. La mia fidanzata e l'amore 31 (恋心と彼女 31?, Koigokoro to kanojo 31)
- 383. La mia fidanzata e l'amore 32 (恋心と彼女 32?, Koigokoro to kanojo 32)
- 384. Separarmi dalla mia fidanzata 1 (別れ際と彼女 1?, Wakaregiwa to kanojo 1)
- 385. Separarmi dalla mia fidanzata 2 (別れ際と彼女 2?, Wakaregiwa to kanojo 2)
- 386. Il fidanzato e il bacio (そのキスと彼?, Sono Kisu to kare)
- 387. La mia fidanzata e il bacio (そのキスと彼女?, Sono Kisu to kanojo)
- 388. I due e il bacio (そのキスと2人?, Sono Kisu to futari)
- 389. La mia fidanzata e il giorno fatidico 1 (運命の日と彼女 1?, Unmei no hi to kanojo 1)

## Kanojo, hitomishirimasu
| 1 | 17 settembre 2020 | ISBN 978-4-06-520602-7 |
| 1 | Capitoli (traduzioni letterali dei titoli) - 1. Sumi e le ciambelle (墨とドーナツ?, Sumi to dōnatsu) - 2. Sumi e il lavoro (墨と仕事?, Sumi to shigoto) - 3. Sumi e il senpai (墨と先輩?, Sumi to senpai) - 4. Sumi e l'oggetto smarrito (墨と落とし物?, Sumi to otoshimono) - 5. Sumi e Kaori (墨と香織?, Sumi to Kaori) - 6. Sumi e il pianto (墨と涙?, Sumi to namida) |                        |
| 2 | 17 febbraio 2021 | ISBN 978-4-06-522069-6 |
| 2 | Capitoli (traduzioni letterali dei titoli) - 7. Sumi e Kazuya - Prima parte (墨とカズヤ君 1?, Sumi to Kazuya-kun 1) - 8. Sumi e Kazuya - Seconda parte (墨とカズヤ君 2?, Sumi to Kazuya-kun 2) - 9. L'amico di Sumi e Kazuya (墨とカズヤ君のお友達?, Sumi to Kazuya-kun no o tomodachi) - 10. Sumi e il sushi girevole (墨と回転寿司?, Sumi to kaiten sushi) - 11. Sumi e la sessione fotografica (墨と撮影?, Sumi to satsuei) - 12. Sumi e il suo cane a spasso (墨と犬の散歩?, Sumi to inu no sanpo) - 13. Sumi e il fidanzato (墨と彼氏?, Sumi to kareshi) |                        |
| 3 | 17 maggio 2022 | ISBN 978-4-06-525145-4 |
| 3 | Capitoli (traduzioni letterali dei titoli) - 14. Sumi e il fidanzato - Seconda parte (墨と彼氏 2?, Sumi to kareshi 2) - 15. Sumi e il ramen (墨とラーメン?, Sumi to rāmen) - 16. Sumi e il salone per unghie (墨とネイルサロン?, Sumi to Neiru Saron) - 17. Sumi e il fidanzato - Terza parte (墨と彼氏 3?, Sumi to kareshi 3) - 18. Sumi e la cura (墨とキュアキュア?, Sumi to Kyua Kyua) - 19. Sumi e la cura - Seconda parte (墨とキュアキュア 2?, Sumi to Kyua Kyua 2)                                                                                    |                        |